# Dissiliaria
Dissiliaria là một chi thực vật có hoa trong họ Picrodendraceae.

## Loài
Chi Dissiliaria gồm các loài: